# UTC+9:30

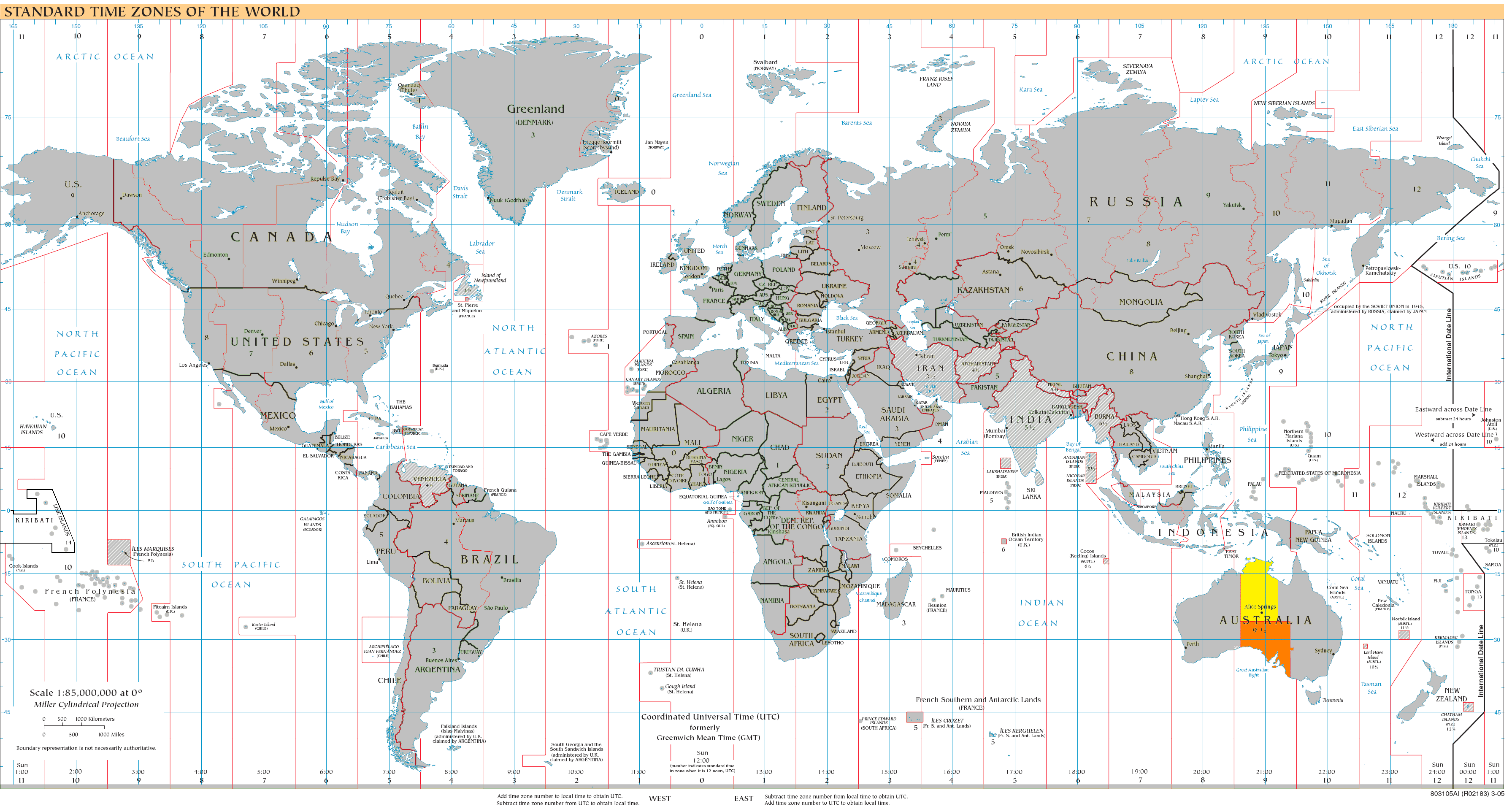
UTC+9:30:
Standardzeit ganzjährig
Süd-Winterzeit

UTC+9:30 ist eine Zonenzeit, welche den Längenhalbkreis 142°30′ Ost als Bezugsmeridian hat. Auf Uhren mit dieser Zonenzeit ist es neuneinhalb Stunden später als die koordinierte Weltzeit und achteinhalb Stunden später als die MEZ.
Die Zeitzone UTC+9:30 wird ausschließlich in Australien verwendet und wird auch Australian Central Standard Time (ACST) genannt. Im Northern Territory gilt sie das ganze Jahr. In South Australia gilt sie nur im Winterhalbjahr, als Sommerzeit wird UTC+10:30 im Sommerhalbjahr verwendet.

Standard-Zeitzonen in Australien

## Geltungsbereich

### Ganzjährig
- Australien
  -  Northern Territory

### Normalzeit (Südliche Hemisphäre)
- Australien
  -  New South Wales (nur Broken Hill)
  -  South Australia